# Final del Grand Prix de patinaje artístico sobre hielo 2014-2015
La Final del Grand Prix de patinaje artístico sobre hielo de 2014 fue una competición internacional de la temporada 2014/2015 de patinaje artístico sobre hielo. Se realizó junto a la Final del Grand Prix Júnior. La competición se celebró entre el 11 y el 14 de diciembre de 2014 en Barcelona, la primera vez que tuvo lugar en España. Se otorgaron medallas en las disciplinas de patinaje individual masculino, femenino, en parejas y danza sobre hielo, en las categorías Sénior y Júnior.

## Resultados en la categoría Sénior

### Patinaje individual masculino
| Clasificación | Nombre           | País   | Total  | Programa corto | Programa corto | Programa libre | Programa libre |
| ------------- | ---------------- | ------ | ------ | -------------- | -------------- | -------------- | -------------- |
| 1             | Yuzuru Hanyu     | Japón  | 288,16 | 1              | 94,08          | 1              | 194,08         |
| 2             | Javier Fernández | España | 253,90 | 5              | 79,18          | 2              | 174,72         |
| 3             | Serguéi Vóronov  | Rusia  | 244,53 | 4              | 84,48          | 3              | 160,05         |
| 4             | Maksim Kovtun    | Rusia  | 242,27 | 3              | 87,02          | 5              | 155,25         |
| 5             | Takahito Mura    | Japón  | 235,37 | 6              | 78,35          | 4              | 157,02         |
| 6             | Tatsuki Machida  | Japón  | 216,13 | 2              | 87,82          | 6              | 128,31         |

### Patinaje individual femenino
| Clasificación | Nombre                  | País           | Total  | Programa corto | Programa corto | Programa libre | Programa libre |
| ------------- | ----------------------- | -------------- | ------ | -------------- | -------------- | -------------- | -------------- |
| 1             | Yelizaveta Tuktamýsheva | Rusia          | 203,58 | 1              | 67,52          | 1              | 136,06         |
| 2             | Yelena Radiónova        | Rusia          | 198,74 | 3              | 63,89          | 2              | 134,85         |
| 3             | Ashley Wagner           | Estados Unidos | 189,50 | 6              | 60,24          | 3              | 129,26         |
| 4             | Anna Pogorílaya         | Rusia          | 180,29 | 4              | 61,34          | 4              | 118,95         |
| 5             | Yulia Lipnítskaya       | Rusia          | 177,79 | 2              | 66,24          | 6              | 111,55         |
| 6             | Rika Hongo              | Japón          | 176,13 | 5              | 61,10          | 5              | 115,03         |

### Patinaje en pareja
| Clasificación | Nombre                            | País   | Total  | Programa corto | Programa corto | Programa libre | Programa libre |
| ------------- | --------------------------------- | ------ | ------ | -------------- | -------------- | -------------- | -------------- |
| 1             | Meagan Duhamel / Eric Radford     | Canadá | 220,72 | 1              | 74,50          | 1              | 146,22         |
| 2             | Ksenia Stolbova / Fiódor Klímov   | Rusia  | 213,72 | 2              | 72,33          | 2              | 141,39         |
| 3             | Sui Wenjing / Han Cong            | China  | 194,31 | 3              | 66,66          | 5              | 127,65         |
| 4             | Peng Cheng / Zhang Hao            | China  | 191,79 | 5              | 62,46          | 3              | 129,33         |
| 5             | Yu Xiaoyu / Jin Yang              | China  | 187,79 | 4              | 62,71          | 6              | 125,08         |
| 6             | Yuko Kavaguti / Aleksandr Smirnov | Rusia  | 184,54 | 6              | 55,97          | 4              | 128,57         |

### Danza sobre hielo
| Clasificación | Nombre                                  | País           | Total  | Danza corta | Danza corta | Danza libre | Danza libre |
| ------------- | --------------------------------------- | -------------- | ------ | ----------- | ----------- | ----------- | ----------- |
| 1             | Kaitlyn Weaver / Andrew Poje            | Canadá         | 181,14 | 1           | 71,34       | 1           | 109,80      |
| 2             | Madison Chock / Evan Bates              | Estados Unidos | 167,09 | 2           | 65,06       | 2           | 102,03      |
| 3             | Gabriella Papadakis / Guillaume Cizeron | Francia        | 162,39 | 5           | 61,48       | 3           | 100,91      |
| 4             | Maia Shibutani / Alex Shibutani         | Estados Unidos | 158,94 | 3           | 63,90       | 6           | 95,04       |
| 5             | Piper Gilles / Paul Poirier             | Canadá         | 158,16 | 4           | 62,49       | 5           | 95,67       |
| 6             | Elena Ilinykh / Ruslán Zhiganshin       | Rusia          | 156,46 | 6           | 60,25       | 4           | 96,21       |

## Resultados en categoría Júnior

### Patinaje individual masculino
| Clasificación | Nombre           | País          | Total  | Programa corto | Programa corto | Programa libre | Programa libre |
| ------------- | ---------------- | ------------- | ------ | -------------- | -------------- | -------------- | -------------- |
| 1             | Shoma Uno        | Japón         | 238,27 | 3              | 75,21          | 1              | 163,06         |
| 2             | Sota Yamamoto    | Japón         | 213,12 | 1              | 76,14          | 3              | 136,98         |
| 3             | Aleksandr Petrov | Rusia         | 207,14 | 4              | 70,07          | 2              | 137,07         |
| 4             | Jin Boyang       | China         | 201,02 | 2              | 75,30          | 5              | 125,72         |
| 5             | Roman Sadovsky   | Canadá        | 185,47 | 6              | 56,98          | 4              | 128,49         |
| 6             | Lee June-hyoung  | Corea del Sur | 180,39 | 5              | 57,42          | 6              | 122,97         |

### Patinaje individual femenino
| Clasificación | Nombre               | País  | Total  | Programa corto | Programa corto | Programa libre | Programa libre |
| ------------- | -------------------- | ----- | ------ | -------------- | -------------- | -------------- | -------------- |
| 1             | Yevguéniya Medvédeva | Rusia | 190,89 | 1              | 67,09          | 1              | 123,80         |
| 2             | Serafima Sajanóvich  | Rusia | 186,01 | 2              | 66,05          | 2              | 119,96         |
| 3             | Wakaba Higuchi       | Japón | 178,09 | 5              | 60,37          | 3              | 117,72         |
| 4             | Mariya Sotskova      | Rusia | 175,99 | 4              | 62,28          | 4              | 113,71         |
| 5             | Yuka Nagai           | Japón | 172,34 | 3              | 62,99          | 5              | 109,35         |
| 6             | Miyu Nakashio        | Japón | 144,44 | 6              | 51,74          | 6              | 92,70          |

### Patinaje en pareja
| Clasificación | Nombre                                   | País           | Total  | Programa corto | Programa corto | Programa libre | Programa libre |
| ------------- | ---------------------------------------- | -------------- | ------ | -------------- | -------------- | -------------- | -------------- |
| 1             | Julianne Séguin / Charlie Bilodeau       | Canadá         | 175,57 | 1              | 59,22          | 1              | 116,35         |
| 2             | Lina Fiódorova / Maksim Miroshkin        | Rusia          | 165,78 | 2              | 59,04          | 2              | 106,74         |
| 3             | Mariya Vigálova / Egor Zakróev           | Rusia          | 161,75 | 3              | 57,41          | 3              | 104,34         |
| 4             | Daria Beklemísheva / Maksim Bobrov       | Rusia          | 131,57 | 4              | 48,61          | 6              | 82,96          |
| 5             | Kamilla Gainetdínova / Serguéi Alekséyev | Rusia          | 130,14 | 5              | 46,59          | 5              | 83,55          |
| 6             | Chelsea Liu / Brian Johnson              | Estados Unidos | 124,86 | 6              | 39,05          | 4              | 85,81          |

### Danza sobre hielo
| Clasificación | Nombre                           | País   | Total  | Danza corta | Danza corta | Danza libre | Danza libre |
| ------------- | -------------------------------- | ------ | ------ | ----------- | ----------- | ----------- | ----------- |
| 1             | Anna Yanóvskaya / Serguéi Mozgov | Rusia  | 148,58 | 1           | 59,12       | 1           | 89,46       |
| 2             | Alla Lobodá / Pável Drozd        | Rusia  | 136,31 | 2           | 53,72       | 2           | 82,59       |
| 3             | Betina Popova / Yuri Vlásenko    | Rusia  | 131,88 | 3           | 50,52       | 3           | 81,36       |
| 4             | Mackenzie Bent / Garrett MacKeen | Canadá | 128,61 | 4           | 49,28       | 4           | 79,33       |
| 5             | Madeline Edwards / Zhao Kai Pang | Canadá | 122,39 | 5           | 47,60       | 5           | 74,79       |
| 6             | Daria Morózova / Mijaíl Zhirnov  | Rusia  | 113,26 | 6           | 46,99       | 6           | 66,27       |

## Medallero

### General
| Núm.  | País           | Oro | Plata | Bronce | Total |
| ----- | -------------- | --- | ----- | ------ | ----- |
| 1     | Rusia          | 3   | 5     | 4      | 12    |
| 2     | Canadá         | 3   | 0     | 0      | 3     |
| 3     | Japón          | 2   | 1     | 1      | 4     |
| 4     | Estados Unidos | 0   | 1     | 1      | 2     |
| 5     | España         | 0   | 1     | 0      | 1     |
| 6     | China          | 0   | 0     | 1      | 1     |
| 6     | Francia        | 0   | 0     | 1      | 1     |
| Total | Total          | 8   | 8     | 8      | 24    |

### Sénior
| Núm.  | País           | Oro | Plata | Bronce | Total |
| ----- | -------------- | --- | ----- | ------ | ----- |
| 1     | Canadá         | 2   | 0     | 0      | 2     |
| 2     | Rusia          | 1   | 2     | 1      | 4     |
| 3     | Japón          | 1   | 0     | 0      | 1     |
| 4     | Estados Unidos | 0   | 1     | 1      | 2     |
| 5     | España         | 0   | 1     | 0      | 1     |
| 6     | China          | 0   | 0     | 1      | 1     |
| 6     | Francia        | 0   | 0     | 1      | 1     |
| Total | Total          | 4   | 4     | 4      | 12    |

### Júnior
| Núm.  | País   | Oro | Plata | Bronce | Total |
| ----- | ------ | --- | ----- | ------ | ----- |
| 1     | Rusia  | 2   | 3     | 3      | 8     |
| 2     | Japón  | 1   | 1     | 1      | 3     |
| 3     | Canadá | 1   | 0     | 0      | 1     |
| Total | Total  | 4   | 4     | 4      | 12    |